# Tractat de la Haia (1661)
El Tractat de la Haia de 1661 és un tractat internacional que fou signat el 6 d'agost de 1661 entre representants de les Províncies Unides i del Regne de Portugal. En virtut d'aquest tractat les Províncies Unides van reconèixer la sobirania imperial portuguesa sobre el territori de Recife al Brasil, acabant amb el Brasil neerlandès, a canvi d'una indemnització de 4 milions de reis a pagar en 16 anys.